# 2018년 스리랑카 헌정위기
2018년 스리랑카 헌정위기는 2018년 10월 26일 스리랑카의 대통령 마이트리팔라 시리세나가 현직 스리랑카의 총리 라닐 위크레메싱게를 해임하기 전에 신임 총리로 전임 대통령이자 현역의원인 마힌다 라자팍사를 지명하여 한 정부 안에 총리가 2명이 생기면서 일어난 헌정위기이다. 총리 위크레메싱게와 스리랑카 통일국민당(UNP)은 이 임명을 불법이라 주장하고 사임을 거부하였다.
시리세나의 갑작스런 총리 교체 결정으로 "국가의 정치적 혼란"을 빚었고 국제적으로도 여러 비판을 받았다. 위크레메싱게 총리와 의회 집권당 및 야당은 위크레메싱게 총리의 해임과 라자팍사 임명 행위 자체를 거부하고 시리세나 대통령의 행동이 위헌적이라고 비판했다. 위크레메싱게는 여전히 총리로써 의회의 지지를 받고 있으며, 스리랑카 의회의 의장 카루 자야수리야에게 즉시 의회를 소집하라고 요청했다. 시리세나 대통령은 의회를 소집하라는 모든 요구를 무시하고 10월 27일 의회를 일시중단하며 모든 회의를 11월 16일까지 연기하였다. 라자팍사 총리가 장관들과 함께 신임 내각을 수립하는 데 실패하자 시리세나 대통령은 11월 9일 의회 해산을 명령했다. 통일국민당은 이 결정을 위헌이라 선언하였고, 그 후 스리랑카 대법원은 2018년 12월까지 의회 해산 명령을 효력정지시켰다.
신임 총리 라자팍사는 스리랑카 내전 이후 여러 논란을 가지고 있는 인물이다. 라자팍사 및 그의 가족들은 부패 혐의로 조사를 받는 중이며 대통령 재임 기간 동안 독재를 한 전적이 있다. 라자팍사 일가에 대한 부패 조사 및 대통령 재임 기간(2005-2015년) 동안 일어난 기자 피살 사건 등에 대한 조사 상황은 헌정위기로 알려지지 않았다.

## 배경

### 라자팍사 대통령 재임
마힌다 라자팍사는 대통령 재임 기간인 2005년부터 2015년까지 집권하면서 강력한 권위주의적 정권을 수립했다. 재임 기간 동안 인권 침해, 족벌정치, 정부기관의 약화, 스리랑카 내전의 여파로 인한 국가 내 갈등 증가, 중국과의 밀월 등의 비판을 받았다. 대통령 재임 이전에는 총리도 역임한 바가 있었다. 2009년엔 라자팍사 대통령이 29년간 지속되던 스리랑카 내전을 끝냈지만 타밀족 민간인을 학살하는 등 전쟁범죄 및 인권침해 혐의로 기소되기도 했었다. 라자팍사가 권력을 장악한 시기 그와 가족들은 대통령 직속의 재무장관 및 기타 내각 4개 장관을 라자팍사가 겸직하며 국가 예산의 80% 가까이를 장악하였다. 라자팍사의 형제 3명은 국방장관, 경제부 장관, 항만부 장관, 의회 의장을 겸임했다. 라자팍사 일가를 비판한 여러 언론인 및 민간인들이 실종되는 일도 여럿 일어났다. 로이터 지에서는 스리랑카 내전 이후 국가에 경제적 이득이 거의 없음애도 불구하고 인프라 건설 프로젝트를 위해 중화인민공화국에게 "수십억 달러"를 빌렸다고 보도했다. 언론에선 이런 프로젝트들이 처치곤란한 '흰 코끼리'와도 같다고 비유하기도 했다.

### 2015년 대통령 선거
스리랑카의 민주주의 퇴보에 반발한 통일국민당을 비롯한 여러 정당 및 시민단체는 양해각서를 체결하여 2015년 스리랑카 대통령 선거의 야당연합후보로 스리랑카 자유당의 당수인 마이트리팔라 시리세나를 지지하기로 하였다. 시리세나는 라자팍사 정권의 전 보건부 장관이었으며 시리세나는 선거에서 승리할 경우 총리로 통일국민당 당수인 라닐 위크레메싱게를 추대하기로 약속했다.
시리세나는 2015년 1월 열린 대통령 선거에서 승리하여 스리랑카의 제7대 대통령이 되었으며 취임 이후 위크레메싱게를 총리로 임명했다. 대통령 선거 이후인 2015년 8월 17일 열린 총선거에서 통일국민당 주도 연합은 의회에서 225석 중 106석을 차지했으며 다른 정당과 연정을 수립했다. 위크레메싱게 총리와 통일국민당은 권력을 잡으면서 스리랑카 내전 및 라자팍사 대통령 시기 일어난 잔학행위를 일으킨 자에게 책임을 물을 것이라 약속했다. 라자팍사는 2015년 대선 패배 이후 정권 교체의 책임에 인도의 정보기관인 인도 연구 분석원(RAW)이 있다고 주장했다. 인도 정부도 시리세나의 대통령 선거 승리를 축하하면서 전 대통령은 중국과 밀월하면서 불필요하게 국가 간 긴장이 있었다고 말했다.
2015년 4월 28일 스리랑카 의회는 총리는 사임하거나 의원직을 그만 둘 때를 제외하곤 내각이 기능하는 동안 총리직을 유지하게 하는 스리랑카 제19차 헌법 개정안을 통과시키며 거국중립내각을 수립하였다.

### 대통령-총리 갈등
시리세나 대통령과 위크레메싱게 총리는 라자팍사 대통령 시절 쌓인 채무를 상환하기 위해 여러 노력을 하였다. 마감푸라 마니하라 라자팍사 항구(함반토타 항만)는 중국발 자금으로 지어졌으며 2017년에 99년간 임대하는 방식으로 중국에게 넘어갔다. 여기에 2017년 스리랑카의 경제성장률이 3.1%를 기록하면서 16년만에 최저점을 기록하였다. 2018년 사실상 라자팍사가 지배하는 정당인 스리랑카 자유당이 지방 선거에서 압도적 승리를 얻은 후 거국중립내각 구성정당 사이 마찰이 일어나고 대통령과 총리 간에 대대적인 분열이 시작되었다. 시리세나 대통령은 위크레메싱게 총리가 논란이 많던 중앙은행 채권 매각 과정에서 국가에 110억 스리랑카 루피(6500만 달러가량)의 손실을 입혔다고 주장했으며 내각 장관이 총리 암살 미수 사건에 연루되었으며 경찰이 수사를 방해하고 있다고 주장했다.
2017년 스리랑카 정책대안센터가 실시한 여론조사에선 응답자의 56%가 거국중립내각 정부에 불만을 가졌으며 싱할라인의 경우에는 63%가 불만을 표했다.

### 뇌물 및 부패 스캔들 사법조사
2018년 5월, 스리랑카 의회는 부패 관련 사건의 심리 및 재판을 전담하여 신속하게 처리할 수 있는 특별고등법원 설립안을 가결하였다. 고등법원 신속재판 개념은 라자팍사 정부 시기 사건을 신속하게 처리할 목적으로 사법행위 개정안을 통과시키면서 이미 기반이 마련되어 있던 상태였다. 2018년 7월 15일 선데이 타임즈의 보도에서는 "스리랑카의 전 의료보험사 대표인 가미니 세나라흐와 전무이사 피야다사 쿠다발라제가 신설된 법정에서 최초로 기소될 것"이라고 발표했다. 세나라흐는 전 대통령 라자팍사의 참모였다. 이번 스리랑카 헌정위기를 일으킨 주요 원인 중 하나로 꼽히기도 한다.

### 대통령 암살 미수
2018년 9월, 나말 쿠마라라는 이름의 사람이 시리세나 대통령과 스리랑카 전 국방장관인 고타바야 라자팍카를 암살하러 시도했다는 계획에 대한 보고서 내용이 공개되었다. 쿠마라는 스리랑카 범죄조사부(CID)에서 조사를 받고 9월 말 스리랑카 경찰은 인도 케랄라주 출신의 마르셀리 토마스가 암살 계획에 연루되어 있다고 발표하였다. 쿠마라는 조사 과정에서 스리랑카 경찰 테러수사부(TID) 소장이자 경찰 부감찰관인 나랄카 데 실바가 암살 음모의 주동자라고 말했다. 나랄카 데 실바는 CID가 정식으로 조사를 할 때까지 모든 직무가 정지되었으며 10월 25일 테러방지법에 따라 CID에게 체포되었다가 11월 7일까지 구류되었다.
인도 신문인 The Hindu에서는 2018년 10월 중순 시리세나 대통령이 내각 장관들에게 인도의 정보기관인 인도 정보 분석원(RAW)가 자신을 암살하러는 계획을 세웠다고 말했다는 기사가 보도되었으나 시리세나 대통령은 이 일을 부인했다. 내각회의에서 시리세나 대통령은 RAW가 자신을 "암살하러 시도"하러 하나 인도의 나렌드라 모디는 암살 계획을 모를 수도 있다고 말했다.
2018년 10월 18일, 인도 총리실이 발표한 성명서에선 시리세나 대통령이 인도 총리 나렌드라 모디에게 암살 계획에 인도가 개입되어 있다고 암시하는 언론 보도를 부인한다고 말했다고 발표했다. 또한 시리세나 대통령은 "(인도의) 총리는 스리랑카의 진정한 친구이며, 우리들도 가까운 친구 사이이다. 그는 인도와 스리랑카 사이는 유익한 관계로 가까우며 앞으로도 이를 더욱 강화하겠다"고 말했다.
2018년 10월 26일, 통합민중자유연합(UPFA)이 내각 협조를 끝내고 동맹 탈퇴를 선언하며 2015년 이후 이어졌던 거국중립내각이 붕괴되었다. 같은 날 시리세나 대통령은 암살 계획에 내각 장관이 관여되었지만 그 장관의 이름은 밝히지 않는다고 말했다. 그러나 "이러한 정치적 문제, 경제적 어려움, 나를 암살하러는 강력한 계획 등의 상황에서 유일한 대안은 마힌다 라자팍사 전 대통령을 환영하여 그를 새 정부를 구성하기 위한 총리로 기용하는 것"이라고 말했다.

## 사건의 전개

### 두 명의 총리
10월 26일 금요일 아침, 시리세나 대통령이 속한 여당인 통합민중자유연합은 위크레메싱게 총리와 통일국민당 주도의 거국중립내각에서 빠져나가겠다고 선언했다.
같은 날 오후 7시엔 어떠한 예고도 없이 라자팍사 대통령은 텔레비전 방송에 출연하여 생방송으로 전 대통령인 라자팍사를 총리로 임명하였다. 라자팍사는 대통령 집무실 안에서 시리세나 대통령 및 군부 대표자 앞에서 취임식 선언을 하였다. 하지만 워크레메싱게 총리가 여전히 현직이며 스리랑카 남부를 시찰하던 도중에 일어나던 일이었다. 콜롬보에서의 상황은 몇몇 내각 장관이 반헌법적이라고 즉각 선언하고 다른 내각 장관과 국회의원이 신정부로 이동하는 등 편이 갈라지며 불안정해졌다.

## 같이 보기
- 헌정위기
- 2004년 스리랑카 총선
- 1975년 오스트레일리아 헌정위기